# PalaDeSantis
Il PalaDeSantis, anche noto come Palatennistavolo, è il maggiore palasport della città di Terni sia per capienza che per superficie. Tuttavia in esso non si svolgono sport di squadra ma solo individuali, tra cui il tennistavolo di cui è centro federale.
Ospita gare e manifestazioni a livello nazionale ed internazionale sia professionistiche che dilettantistiche di tennistavolo, scherma, pugilato, arti marziali e tiro con l'arco.
È situato nella periferia nord di Terni, nel quartiere di Campitello, nell'omonimo centro sportivo.

## Come arrivare
- Auto:
  - Dall'Autostrada del Sole uscire al casello di Orte e prendere l'uscita Terni Nord della tangenziale (SS675).
  - E45 dall'Italia nord-orientale, Ravenna, Cesena, Perugia: uscire allo svincolo per entrare in tangenziale quindi uscire a Terni Nord.
  - SS79 dalle Marche meridionali, Abruzzo e la Sabina: seguire Terni Est ed uscire a Terni Nord.
- Treno:
  - Dalla stazione di Terni Centrale lo stadio dista 4,5 km e si può raggiungere con gli autobus dell'Umbria Mobilità con le linee 1, 3 e 5.